# Santa Catarina Mita
Santa Catarina Mita (Mita: del Náhuatl Mictlán o Mitlán mic- 'muerte' y -tlan 'lugar de', significando «”Donde hay muertos”») es un municipio sur-oriental que pertenece al departamento de Jutiapa de la República de Guatemala.

## Toponimia
Muchos de los nombres de los municipios y poblados de Guatemala constan de dos partes: el nombre del santo católico que se venera el día en que fueron fundados y una descripción con raíz náhuatl; esto se debe a que las tropas que invadieron la región en la década de 1520 al mando de Pedro de Alvarado estaban compuestas por soldados españoles y por indígenas tlaxcaltecas y cholultecas. En el caso de Santa Catarina Mita, recibió su nombre por Santa Catalina de Alejandría y, de acuerdo a Antonio Peñafiel, el topónimo «Mita» proviene del vocablo náhuatl «Mictlán»; este vocablo se forma de las raíces «mic-» (español: «muerte») y «-tlan» (español: «abundancia»), por lo que significaría «Lugar de la muerte», o «Donde hay huesos humanos».

## Geografía física

### División administrativa
Santa Catarina Mita es un municipio que tiene una extensión de 132 kilómetros cuadrados y es el tercer municipio más poblado del departamento de Jutiapa; tiene un total de 213 personas por cada kilómetro cuadrado. El municipio cuenta con tres colonias, cinco barrios, diecinueve aldeas y treinta y cinco caseríos que son:
| División | Listado |
| -------- | --- |
| Colonias | Vista Hermosa, Villa Nueva, Valle Nuevo y Osorio Rodríguez |
| Barrios  | 1. Barrio El Centro 2. La Javia 3. El Barreal 4. Santa Elena 5. La Ermita 6. Valle Nuevo 7. La Colonia 8. Las Casitas |
| Aldeas   | 1. Horcones 2. San Vicente 3. Suchitán 4. Las Lajas 5. El Quebracho 6. Llanos de Chinchilla 7. El Rodeo 8. Buena Vista 9. Basilar 10. Cuesta del Guayabo 11. El Limón 12. Magueyes 13. Santa Rosa 14. Los Zorrillos 15. Jocote Dulce 16. Carbonera 17. La Barranca 18. La Arada 19. Zacuapa 20. El Coco |
| Caseríos | 1. La Unión 2. Cuesta de Ambrocio 3. San Miguel 4. La Aradita 5. San Isidro 6. Laguna de Renata 7. La Tuna 8. El Roblar 9. El Puente 10. Los Sandovales 11. Hacienda el Coco 12. El Jocotillo 13. San Nicolás 14. San Pedro 15. Guachipilín 16. Ixtepeque 17. El Mosquito 18. Llanos de San Vicente 19. Cuesta de García 20. Los Navas 21. San Vicente 22. Tierra Colorada 23. Casas Viejas 24. Uluma 25. Potrero Grande 26. El Pinal 27. El Cuje 28. El Escolástico 29. Los Tenas 30. La Montañita 31. Sabanetas 32. Cañas Viejas 33. Los Chilamates 34. Tierra Blanca |

### Ubicación geográfica
Santa Catarina Mita se encuentra ubicado entre los municipios de Jutiapa, Asunción Mita, Agua Blanca, El Progreso y parte del departamento de Jalapa. En el norte se encuentran los municipios de Monjas,  y San Manuel Chaparrón de Jalapa, al este está el municipio de Agua Blanca, al sur la cabecera departamental Jutiapa y el municipioAsunción Mita, y al oeste se encuentra el municipio de El Progreso . Cerca de su cabecera se encuentra el Volcán Suchitán y es por esa razón que sus carreteras se dirigen de sur a norte.
|                                                           | Norte: San Manuel Chaparrón y Monjas, municipios del departamento de Jalapa |                                                          |
| Oeste: El Progreso, municipio del departamento de Jutiapa |                                                                             | Este: Agua Blanca, municipio del departamento de Jutiapa |
|                                                           | Sur: Jutiapa y Asunción Mita, municipios del departamento de Jutiapa        |                                                          |

## Gobierno municipal
Los municipios se encuentran regulados en diversas leyes de la República, que establecen su forma de organización, lo relativo a la conformación de sus órganos administrativos, tributos destinados para los mismos; esta legislación se encuentra dispersa en diversos niveles.  Ahora bien, que exista legislación específica para los municipios no significa que a estos no les sean aplicables las normas contenidas en otros cuerpos normativos, pues aunque se trata de entidades autónomas, las mismas se encuentran sujetas, al igual que todas las entidades de tal naturaleza, a la legislación nacional.
Específicamente, las principales leyes que rigen a los municipios en Guatemala desde 1985 son:
| N.º | Ley                                                | Descripción |
| --- | -------------------------------------------------- | --- |
| 1   | Constitución Política de la República de Guatemala | Le son aplicables diversos artículos generales de la misma, y además tiene una regulación legal específica en los artículos 253 al 262, que constituyen su base constitucional.                                                                                            |
| 2   | Ley Electoral y de Partidos Políticos              | Ley de carácter constitucional creada por la Asamblea Nacional Constituyente que aplicable a los municipios en diversos aspectos pero fundamentalmente en el tema de la conformación de sus autoridades electas, puesto que regula la manera en que se eligen y conforman. |
| 3   | Código Municipal                                   | Decreto 12-2002 del Congreso de la República de Guatemala. Tiene la categoría de ley ordinaria y contiene preceptos generales aplicables a todos los municipios, e inclusive contiene legislación referente a la creación de los municipios.                               |
| 4   | Ley de Servicio Municipal                          | Decreto 1-87 del Congreso de la República de Guatemala. Regula las relaciones entra la municipalidad y los servidores públicos en materia laboral. Tiene su base constitucional en el artículo 262 de la constitución que ordena la emisión de la misma.                   |
| 5   | Ley General de Descentralización                   | Decreto 14-2002 del Congreso de la República de Guatemala. Regula el deber constitucional del Estado, y por ende del municipio, de promover y aplicar la descentralización y desconcentración económica y administrativa.                                                  |

El gobierno de los municipios de Guatemala está a cargo de un Concejo Municipal, de conformidad con el artículo 254 de la Constitución Política de la República de Guatemala, que establece que «el gobierno municipal será ejercido por un concejo municipal». A su vez, el código municipal —que tiene carácter de ley ordinaria y contiene disposiciones que se aplican a todos los municipios de Guatemala— establece en su artículo 9 que «el concejo municipal es el órgano colegiado superior de deliberación y de decisión de los asuntos municipales […] y tiene su sede en la circunscripción de la cabecera municipal». Por último, el artículo 33 del mencionado código establece que «[le] corresponde con exclusividad al concejo municipal el ejercicio del gobierno del municipio».
El concejo municipal se integra de conformidad con lo que establece la Constitución en su artículo 254, es decir «se integra con el alcalde, los síndicos y concejales, electos directamente por sufragio universal y secreto para un período de cuatro años, pudiendo ser reelectos». Al respecto, el código municipal en el artículo 9 establece «que se integra por el alcalde, los síndicos y los concejales, todos electos directa y popularmente en cada municipio de conformidad con la ley de la materia».
| Año       | Nombre                 | Forma    | Obras importantes                                                                                           |
| --------- | ---------------------- | -------- | --- |
| 1956-1960 |                        | Elección | |
| 1960-1964 |                        | Elección | |
| 1964-1968 |                        | Elección | |
| 1968-1972 |                        | Elección | |
| 1972-1976 |                        | Elección | |
| 1976-1980 |                        | Elección | |
| 1980-1984 |                        | Elección | |
| 1984-1988 |                        | Elección | |
| 1988-1992 |                        | Elección | |
| 1992-2016 | Rene Osorio            | Elección | Creación de Institutos y Escuelas, Banda Musical Municipal, Polideportivo Municipal y Gasolinera Municipal. |
| 2016-2020 | William Duarte (Padre) | Elección | |
| 2020-2024 | Willito Duarte (Hijo)  | Elección | Parque Central                                                                                              |
| 2024-2028 | Gerson Garcia          | Elección | Estación deBomberos                                                                                         |

## Historia
Se cree que los primeros habitantes del área que ocupa el municipio fueron pocomames, toltecas y pipiles procedentes de México. Los primeros habitantes fundaron a todo el terreno que comprende a los modernos municipios de Santa Catarina, Asunción Mita, Agua Blanca y Atescatempa con el nombre de Mictlán; los principales pueblos de Mictlán eran la Asunción y Santa Catarina y por problemas políticos, religiosos y administrativos decidieron dividir estos dos pueblos bautizándolos con sus actuales nombres conservando el nombre de "Mita". En los primeros tiempos de Santa Catarina, se registró una cantidad total de 1,150 habitantes en el municipio y todos los habitantes hablaban el idioma pocomam.

### Tras la Independencia de Centroamérica
Tras la Independencia de Centroamérica en 1821, la constitución del Estado de Guatemala promulgada el 11 de octubre de 1825 estableció los circuitos para la administración de justicia en el territorio del Estado y menciona que Santa Catarina Mita —llamada entonces simplemente «Santa Catarina»— era parte del Circuito de Mita en el Distrito N.º 3 del mismo nombre en el departamento de Chiquimula, junto con Asunción, Achuapa, Agua Blanca, Quequesque, San Antonio, Anguiatú, Las Cañas, Limones, Mongoy, Espinal, Hermita, Jutiapa, Chingo, Atescatempa, Yupiltepeque, Zapotitlán, Papaturro y San Diego.

### Creación del departamento de Jutiapa
La República de Guatemala fue fundada por el gobierno del presidente capitán general Rafael Carrera el 21 de marzo de 1847 para que el hasta entonces Estado de Guatemala pudiera realizar intercambios comerciales libremente con naciones extranjeras.  El 25 de febrero de 1848 la región de Mita fue segregada de Chiquimula, convertida en departamento y dividida en tres distritos: Jutiapa, Santa Rosa y Jalapa.  Específicamente, el distrito de Jutiapa incluyó a Jutiapa como cabecera, Yupiltepeque, Asunción y Santa Catarina Mita y los valles aledaños que eran Suchitán, San Antonio, Achuapa, Atescatempa, Zapotitlán, Contepeque, Chingo, Quequesque, Limones y Tempisque;  además, incluía a Comapa, Jalpatagua, Asulco, Conguaco y Moyuta.
El 9 de noviembre de 1853 Santa Catarina se fundó como municipio oficial del departamento de Jutiapa.

## Recursos Naturales
Existe una gran cantidad de recursos de fauna, flora, minas, canteras, y eso ayuda mucho al comercio de Santa Catarina Mita. También hay una gran cantidad de bosques, viveros.

### Fauna
La fauna es muy variada al igual que los otros municipios de Jutiapa, ya que existen una gran variedad de ganaderías, animales silvestres y de corral. Gracias a la cercanía que tiene con el Volcán Suchitán los animales son muy variados, especialmente los silvestres. 

### Animales Silvestres
Debido a la gran extensión de bosques y ríos existe una gran variedad de animales silvestres, entre estos están: La sigua montas, cenzontles, loros, zanates, chorchas, tortolitas, garzas, lechuza, pavo real y paloma llanera, la tamagás, mazacuata, zumbadora, coral, iguana, lagartija, garrobo, cutetes, ranas, sapos, venados, gato de monte, conejos, comadrejas, cotuzas, ratones, peces y cangrejos.

### Animales Domésticos
Los animales domésticos son muy variados en el municipio, incluso existen extrañamente reproducidos como los romos que salió de una combinación de un mulo y una yegua, entre los animales domésticos están: gatos, perros, cerdos, gallinas, mulas, burros, asnos, caballos, toros, cabritas, vacas.

### Minas y Canteras
Se registró hace años una mina de yeso en la aldea El Rodeo, pero no se logró comprobar su existencia. Se registró una cantera de piedras volcánicas aún no explotadas.

## Ciudadanos distinguidos
- Baudilio Palma: Presidente interino de Guatemala, diciembre de 1930.[13]
- César Augusto Palma y Palma: escritor y pedagogo. Poseedor de la Orden del Quetzal; fue director del Instituto Nacional Central para Varones y de la Escuela Normal para Varones. Sobrino de Baudilio Palma.
- Gustavo Adolfo Palma: tenor lírico destacado. Aunque nació en el municipio de Jutiapa, sus padres eran originarios de Santa Catarina Mita. Sobrino de Baudilio Palma.[14]
- Efraín Medina: Rector Magnífico de la Universidad de San Carlos de Guatemala y Ministro de Ganadería y Alimentación en el gobierno del general Otto Pérez Molina.